# Plagiobryum meesioides
Plagiobryum meesioides là một loài rêu trong họ Bryaceae. Loài này được Kindb. N. Pedersen mô tả khoa học đầu tiên năm 2005.